# Чорна книга комунізму
Чорна книга комунізму. Злочини, терор і репресії (фр. Le Livre noir du communisme; англ. The Black Book of Communism) — книжка про злочини комунізму, злочини комуністичних режимів, репресії, як політичні, так і цивільні в комуністичних державах, разом із геноцидами, позасудовими переслідуваннями, депортаціями та штучним голодом. Книгу було надруковано 1997 року у Франції, оригінальна назва фр. Le Livre noir du communisme: Crimes, terreur, répression. Написана групою з декількох Європейських академіків за редакцією Стефана Куртуа.
Переклад українською здійснив професор ЛНУ імені Івана Франка Ярема Кравець з ініціативи та коштами Василя Борецького і часткової дотації Стефана Зварила.
«Чорну книгу комунізму» перекладено багатьма мовами, продано мільйонами примірників і вважається однією з найвпливовіших і найсуперечливіших книг, написаних про історію комунізму 20-го століття, зокрема історію Радянський Союз та інші державні соціалістичні режими. Роботу високо оцінило широке коло видань у популярній пресі та історики, тоді як академічна преса та рецензії спеціалістів були критичнішими або змішаними через деякі історичні неточності, а розділ Верта виділився як позитивний; введення Куртуа особливо розкритикували, в тому числі три основних автори, як за порівняння комунізму з нацизмом і за збільшення кількості жертв, так і за маніпулювання цифрами і підхід до загального підрахунку жертв.

## Оцінка загального числа жертв комуністичних режимів
У книзі наведено такі дані про кількість жертв комуністичних режимів у різних країнах світу:
- Радянський Союз — 20 мільйонів життів
- Китай — 65 мільйонів
- В'єтнам — 1 мільйон
- Корея — 2 мільйони
- Камбоджа — 2 мільйони
- Східна Європа — 1 мільйон
- Латинська Америка — 150 тисяч
- Африка — 1 мільйон 700 тисяч
- Афганістан — 1 мільйон 500 тисяч

Загальна кількість вбитих, згідно з наведеними в книзі даними, наближається до позначки в сто мільйонів.

## Світлини із книги

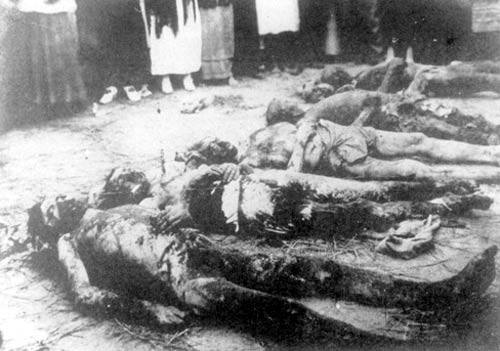
Трупи заручників, знайдені в херсонській ЧК у підвалі будинку Тюльпанова
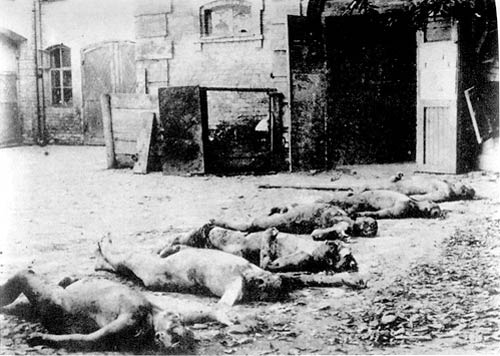
Двір харківської губчека (вулиця Садова, 5) з трупами страчених
Розкопки однієї з братських могил біля будівлі харківської ЧК